# Carlo di Lorena, conte di Marsan
Carlo di Lorena (8 aprile 1648 – Parigi, 13 novembre 1708) fu il Conte di Marsan. Era il figlio minore del Conte di Harcourt e di Marguerite Philippe du Cambout e fratello di Filippo di Lorena, detto Chevalier de Lorraine.

## Biografia
In quanto membro del Casato di Guisa, un ramo cadetto del Casato di Lorena, era un prince étranger alla Corte di Francia. Figlio più giovane, gli fu dato un appannaggio nella forma della Contea di Marsan alla nascita. Alla sua morte, fu data a suo figlio maggiore Charles Louis. Quest'ultimo fu anche noto come il Principe di Pons.
Il più giovane di sei figli, cinque maschi ed una femmina, tra i suoi fratelli si annoverano Luigi, Conte d'Armagnac, Gran Scudiero di Francia ed il bisessuale Chevalier de Lorraine, amante sia del Duca che di sua moglie la Duchessa d'Orléans. Gli altri fratelli furono gli abati di Royaumont Alfonse Louis e Faron de Meaux (Raimond Bérenger). 
Madame de Sévigné si riferiva a lui come le petit Marsan.
All'eta di 35 anni, sposò Catherine Thérèse de Goyon de Matignon, una delle figlie di Henri Goyon e di Marie Françoise Le Tellier, essa stessa una sorella di François Michel Le Tellier de Louvois. Fu una zia di Giacomo I, Principe di Monaco. Madame de Sévigné noto che sposò Catherine per la fortuna che le era stata lasciata dal suo defunto marito.
Catherine era stata sposata con Jean-Baptiste Colbert de Seignelay, figlio di Jean-Baptiste Colbert, ed era già madre di quattro figli. La coppia si sposò il 22 settembre 1696 ed ebbe tre figli, due dei quali sopravvissero all'infanzia. Catherine morì di parto nel dare alla luce l'ultimo figlio, una femmina chiamata Maria che morì circa 9 giorni dopo la nascita. Carlo non si sposò nuovamente.
Fu creato cavaliere dell'Ordine dello Spirito Santo, il più prestigioso ordine cavalleresco militare dell'Ancien Régime, il 31 dicembre 1688 a Versailles. I suoi due fratelli, Luigi e Filippo, furono anch'essi creati membri dell'ordine nello stesso giorno.
Carlo morì a Parigi all'età di 60 anni. 
Il suo ultimo discendente in linea maschile fu Camillo, Principe di Marsan, fratello dell'ultimo conte di Marsan. Il suo ultimo discendente per linea femminile, attraverso sua nipote Louise Henriette Gabrielle (Duchessa di Bouillon per matrimonio) fu il suo unico figlio sopravvissuto Jacques Léopold de La Tour d'Auvergne, l'ultimo Duca di Bouillon. Non si conoscono altri discendenti.

## Figli
- Charles Louis de Lorraine, Conte di Marsan, Principe di Pons (21 ottobre 1696 – 2 novembre 1755) sposò Élisabeth de Roquelaure ed ebbe figli;
- Jacques Henri de Lorraine, Chevalier de Lorraine (24 marzo 1698 – 2 giugno 1734) sposò Anne Marguerite Gabrielle de Beauvau senza figli; morì nell'assedio di Filisburgo.[1]
- Marie de Lorraine (7 dicembre 1699 – 16 dicembre 1699) morì nell'infanzia.[1]

## Ascendenza
|                                          |                                            |                                                  | Genitori                                                 |  |  | Nonni |  |  | Bisnonni                   |  |  | Trisnonni               |  |
|                                          |                                            |                                                  |                                                          |  |  |       |  |  | René II, marchese d'Elbeuf |  |  | Claude I, duca di Guisa |  |
|                                          |                                            |                                                  |                                                          |  |  |       |  |  | René II, marchese d'Elbeuf |  |  | Claude I, duca di Guisa |  |
|                                          |                                            | Antoinette de Bourbon-Vendôme                    |                                                          |  |  |       |  |  | René II, marchese d'Elbeuf |  |  |                         |  |
| Charles I, duca d'Elbeuf                 |                                            |                                                  |                                                          |  |  |       |  |  | René II, marchese d'Elbeuf |  |  |                         |  |
|                                          |                                            | Louise de Rieux                                  | Claude I, signore di Rieux e Rochefort                   |  |  |       |  |  |                            |  |  |                         |  |
|                                          |                                            | Louise de Rieux                                  | Claude I, signore di Rieux e Rochefort                   |  |  |       |  |  |                            |  |  |                         |  |
|                                          |                                            | Louise de Rieux                                  | Suzanne de Bourbon-La Roche-sur-Yon                      |  |  |       |  |  |                            |  |  |                         |  |
| Henri, conte d'Harcourt                  |                                            | Louise de Rieux                                  |                                                          |  |  |       |  |  |                            |  |  |                         |  |
|                                          |                                            | Léonor Chabot, conte di Charny e Buzançois       | Philippe de Chabot, conte di Charny e Buzançois          |  |  |       |  |  |                            |  |  |                         |  |
|                                          |                                            | Léonor Chabot, conte di Charny e Buzançois       | Philippe de Chabot, conte di Charny e Buzançois          |  |  |       |  |  |                            |  |  |                         |  |
|                                          |                                            | Léonor Chabot, conte di Charny e Buzançois       | Françoise de Longvy, signora di Pagny e Mirebeau         |  |  |       |  |  |                            |  |  |                         |  |
| Marguerite de Chabot, contessa di Charny |                                            | Léonor Chabot, conte di Charny e Buzançois       |                                                          |  |  |       |  |  |                            |  |  |                         |  |
|                                          |                                            | Françoise, signora di Rye                        | Joachim, signore di Rye                                  |  |  |       |  |  |                            |  |  |                         |  |
|                                          |                                            | Françoise, signora di Rye                        | Joachim, signore di Rye                                  |  |  |       |  |  |                            |  |  |                         |  |
|                                          |                                            | Françoise, signora di Rye                        | Antoinette de Longvy, signora di Neufchâtel              |  |  |       |  |  |                            |  |  |                         |  |
| Charles, conte di Marsan                 |                                            | Françoise, signora di Rye                        |                                                          |  |  |       |  |  |                            |  |  |                         |  |
|                                          | François du Cambout, barone di Pontchâteau | René du Cambout                                  |                                                          |  |  |       |  |  |                            |  |  |                         |  |
|                                          | François du Cambout, barone di Pontchâteau | René du Cambout                                  |                                                          |  |  |       |  |  |                            |  |  |                         |  |
|                                          | François du Cambout, barone di Pontchâteau | Françoise Baye, signora di Mérionnec e Coislin   |                                                          |  |  |       |  |  |                            |  |  |                         |  |
| Charles du Cambout, marchese di Coislin  | François du Cambout, barone di Pontchâteau |                                                  |                                                          |  |  |       |  |  |                            |  |  |                         |  |
|                                          |                                            | Louise du Plessis de Richelieu, signora di Beray | Louis du Plessis, signore di Richelieu, Becay, e Chillon |  |  |       |  |  |                            |  |  |                         |  |
|                                          |                                            | Louise du Plessis de Richelieu, signora di Beray | Louis du Plessis, signore di Richelieu, Becay, e Chillon |  |  |       |  |  |                            |  |  |                         |  |
|                                          |                                            | Louise du Plessis de Richelieu, signora di Beray | Françoise de Rochechouart                                |  |  |       |  |  |                            |  |  |                         |  |
| Marguerite Philippe du Cambout           |                                            | Louise du Plessis de Richelieu, signora di Beray |                                                          |  |  |       |  |  |                            |  |  |                         |  |
|                                          |                                            | Charles de Beurges, signore di Seury             | …                                                        |  |  |       |  |  |                            |  |  |                         |  |
|                                          |                                            | Charles de Beurges, signore di Seury             | …                                                        |  |  |       |  |  |                            |  |  |                         |  |
|                                          |                                            | Charles de Beurges, signore di Seury             | …                                                        |  |  |       |  |  |                            |  |  |                         |  |
| Philippe de Beurges, signora di Seury    |                                            | Charles de Beurges, signore di Seury             |                                                          |  |  |       |  |  |                            |  |  |                         |  |
|                                          |                                            | Jeanne de Lescoët, signora di Mogulaye           | …                                                        |  |  |       |  |  |                            |  |  |                         |  |
|                                          |                                            | Jeanne de Lescoët, signora di Mogulaye           | …                                                        |  |  |       |  |  |                            |  |  |                         |  |
|                                          |                                            | Jeanne de Lescoët, signora di Mogulaye           | …                                                        |  |  |       |  |  |                            |  |  |                         |  |
|                                          |                                            | Jeanne de Lescoët, signora di Mogulaye           |                                                          |  |  |       |  |  |                            |  |  |                         |  |

## Titoli, denominazione, onorificenze e stemma

### Titoli e denominazione
- 8 aprile 1648 – 13 novembre 1708 Sua Altezza il Conte di Marsan